# Salvia balansae
Salvia balansae là một loài thực vật có hoa trong họ Hoa môi. Loài này được Noë ex Coss. miêu tả khoa học đầu tiên năm 1851.